# Ромитан
Ромитан (узб. Romitan / Ромитан) — город (с 1981 года), административный центр одноимённого района Бухарской области Узбекистана.
Город расположен в 17 км к северо-востоку от Бухары.

## История
Археологические данные свидетельствуют, что поселение на территории современного Ромитана было основано ещё до арабского нашествия.
Ромитан упоминается в исторических источниках, начиная с X века. Он входил в состав государства Саманидов. Историк X века Наршахи, называя его Рамтин, сообщает следующие данные:

Рамтин (и теперь существует вблизи Бухары, но называется Рамитан) имеет большую крепость; это укреплённое селение. Оно древнее Бухары и в некоторых книгах даже упоминается под именем Бухары.
В Рамтине издревле была резиденция царей, а когда основан был город Бухара, цари стали проводить в этом селении только зиму. В мусульманскую эпоху продолжалось то же самое.
Абу Муслим, — да будет милость Божия на нём, — дошёл до этого места и жил в Рамтине, а основано было это селение Афрасиабом, который при посещении Бухары всегда останавливался только в Рамтине.
В персидских книгах говорится, что Афрасиаб жил 2000 лет и был чародей. Он принадлежал к потомству царя Нуха. Афрасиаб убил своего зятя Сиявуша, а у Сиявуша был сын Кей-Хосров.
Для того, чтобы отомстить за убийство своего отца, Кей-Хосров пришёл в эту область с большим войском. Афрасиаб поспешил укрепить селение.
Рамтин в течение двух лет выдерживал осаду селения войсками Кей-Хосров. Против Рамтина Кей-Хосров выстроил также селение и назвал его Рамуш.
Такое название дали этой деревне за красоту её местоположения. Селение это и теперь ещё населено. В селении Рамуш, Кей-Хосров построил храм огнепоклонников; маги говорят, что этот храм древнее бухарских храмов.

Кей-Хосров после двухлетней осады овладел городом Афрасиаба и убил его самого… Мухаммад, сын Джафара, говорит, что с того времени прошло 3000 лет. Бог знает лучше!

## Население
Город Ромитан занимает 122 место по численности населения в Узбекистане и 9 место в Бухарской области.
В 1989 году в городе проживало 9636 человек. В 1991 году население Ромитана составляло 10 500 человек. На 2003 год на территории Ромитана постоянно проживало 15 000 человек. В 2016 году население составляло 14 300 человек. Основную часть населения составляют узбеки и таджики. В городе также проживают казахи, татары, русские и другие национальности.

## География
Ромитан пересекают две автомагистрали: Ташкент-Самарканд-Ургенч и Ташкент-Нукус.
Географические координаты города: 39° северной широты и 64° восточной долготы.
Протяжённость Ромитана с юга на север составляет 3,444 километра, с запада на восток — от 4,221 км на юге до 4,219 км на севере.
Ближайшими городами к Ромитану являются такие города, как: Галаасия (9 км), Вабкент (15 км), Бухара (19 км), Шафиркан (23 км), Жондор (26 км), Каган (27 км), Гиждуван (32 км), Кызылтепа (41 км), Караулбазар (59 км), Каракуль (65 км), Алат (75 км), Канимех (75 км), Газли (82 км), Тинчлик (82 км), Зафарабад (85 км), Навои (86 км), Кармана (87 км), Мубарек (100 км), Туркменабад (115 км, Туркмения).
Через город протекает водный канал Хайрабад.

## Образование и культура, спорт
В городе функционируют 6 дошкольных образовательных учреждения, 8 общеобразовательных школ, 2 профессиональных колледжа (сельскохозяйственный профессиональный колледж и педагогический профессионально-технический колледж), дворец культуры, библиотека, стадион, парк культуры и отдыха «Галаба» («Память и признание»), Ромитанский краеведческий музей, в котором хранятся многочисленные экспонаты, связанные с историей развития района, его историческим прошлым и современными достижениями. Установлен памятник «Скорбящая мать».
Футбольный клуб «Ромитан» в 2007 году выступал в первой лиге чемпионата Узбекистана, снявшись с турнира после завершения 1-го круга.

## Учреждения
В городе имеются кирпичный и хлопчатобумажный завод, текстильная фабрика, типография, фермерский рынок, пекарня, гостиница, отделение связи, банк, пункты оптовой и розничной торговли и бытового обслуживания, больница и аптеки.

## Достопримечательности
Среди архитектурных памятников в Ромитане — гробницы Муллы Мир Хакима , Ходжи Аль Ромитани (Ходжа Азизон) и Ходжи Мухаммада Бобои Самосий (13-14 вв.), мост Чорикулбой, построенный через реку Зарафшан . Здесь находятся святыни Хазрата Ходжи Уббона и Ходжа Зафарон.

## Известные уроженцы
- Ходжа Али Рамитани (1195—1281) — один из самых известных духовных наставников суфийского тариката «Хаджаган», прозванный в народе «Азизон» («Почтенный шейх»).
- Ирнапас Ходжаев (1916—1944) — участник Второй мировой войны, Герой Советского Союза[8].